# كريس هون (رجل أعمال)
السير كريستوفر أنتوني هون "كريس هون" الحامل للقب "السير" ووسام القديس ميخائيل والقديس جرجس (من مواليد أكتوبر 1966) والمعروف باسم كريس هون هو ملياردير بريطاني مدير صندوق تحوط.
أسس عام 2003 صندوق استثمار الأطفال (TCI)، وهو صندوق تحوط بارز قائم على القيمة. خُصصت الأرباح الناتجة عن الصندوق في البداية بشكل متناسب لمؤسسة صندوق استثمار الأطفال، وهي مؤسسة خيرية مسجلة في إنجلترا وويلز تركز على تحسين حياة الأطفال الذين يعيشون في مستوى الفقر في البلدان النامية. وهو معروف كمستثمر ناشط.
تبلغ ثروة هون 8.21 مليار دولار وفقًا لمؤشر بلومبرج للمليارديرات في عام 2022 وصُنّف من بين أنجح وأغنى خريجي كلية هارفارد للأعمال. اعتبارًا من عام 2014، قدم أكثر من 4.5 مليار دولار لمؤسسة صندوق استثمار الأطفال. في عام 2019، وضعته فوربس في قائمة أكثر فاعلي الخير كرمًا في العالم خارج الولايات المتحدة. في السنوات الأخيرة، أصبح هون مدافعًا صريحًا عن اتخاذ إجراءات عاجلة بشأن أزمة المناخ، ومساهمًا كبيرا في القضية.

## النشأة
ولد كريستوفر أنتوني هون في أكتوبر 1966 في أدلستون، ساري. كان والده بول ميكانيكي سيارات جامايكي المولد من أصول أوروبية وانتقل إلى بريطانيا في عام 1960، وكانت والدته سكرتيرة قانونية من منطقة شرق ساسكس.
كان تلميذًا في مدرسة مقاطعة سانت بول الثانوية في أدلستون بين 1979 و1983 وحصل على 13 مستوى O. ثم التحق بجامعة ساوثهامبتون التي تخرج منها عام 1988 مع مرتبة الشرف الأولى في المحاسبة واقتصاديات الأعمال. أثناء وجوده في ساوثهامبتون، نصحه أحد المعلمين بالتقدم إلى كلية هارفارد للأعمال، حيث أكمل دورة ماجستير إدارة الأعمال. تخرج في عام 1993 باعتباره باحثًا في بيكر، مما يعني أنه كان من بين أفضل 5 بالمئة من جميع الخريجين.

## الحياة المهنية
بعد التخرج، عمل هون في مجموعة الأسهم الخاصة "أباكس بارتنرز" (بالإنجليزية: Apax Partners)‏. في عام 1996 ذهب للعمل في شركة "بيري كابيتال" (بالإنجليزية: Perry Capital)‏، وهو صندوق تحوط في وول ستريت. عام 1998، عُيّن رئيسًا لعمليات بيري في لندن. في الفترة التي قضاها مع بيري، حصل على ما يقدر بنحو 75 مليون جنيه إسترليني.[بحاجة لمصدر]
عام 2003، أنشأ كريس هون صندوق التحوط الخاص به، صندوق استثمار الأطفال. تبرعت شركة TCI بانتظام لصندوق خيري متصل، وهو مؤسسة صندوق استثمار الأطفال، الذي تديره زوجته. تضمنت الصيغة الأصلية تحويل 0.5 في المئة من أصول الصندوق كل عام، مع 0.5 في المئة أخرى من الأصول لكل سنة حقق خلالها الصندوق عائدات تزيد عن 11 في المئة. يُذكر أن هون أنشأ الرابطة الخيرية النموذجية من أجل تحفيز نفسه. بالتزامن مع إجراءات طلاق الزوجين، أدت التغييرات التي طرأت في عام 2012 إلى تقسيم الصندوق والمؤسسة. لم يعد الصندوق يتبرع بالمال للمؤسسة على أساس تعاقدي، على الرغم من أنه قد يفعل ذلك على أساس تقديري.
حصل "كريس هون" على 200 مليون جنيه إسترليني من مدفوعات الأرباح في عام 2018، وهو ما يزيد قليلاً عن أرباح صندوق استثمار الأطفال (TCI) الذي حققه. انخفض هذا من 274 مليون دولار في عام 2017 و 364 مليون دولار في عام 2016. صنفته أرباحه لعام 2015 البالغة 250 مليون دولار في المرتبة 12 بين أفضل 25 مديرًا لصناديق التحوط. 
عام 2019، أفيد أنه قام ببناء حصة بقيمة 730 مليون يورو في مطار هيثرو عبر مجموعة من الشركات الاستثمارية التي تشترك بنسبة 4 ٪ في شركة فيروفايل الإسبانية (بالإنجليزية: Ferrovial)‏ متعددة الجنسيات.
من مارس 2019 إلى مارس 2020، دفع لنفسه 479 مليون دولار، وهو أعلى مبلغ سنوي يدفع لشخص في المملكة المتحدة.
بالاشتراك مع صندوق استثمار الأطفال (TCI)، أطلق "هون" مبادرة "قل حول المناخ". تتمثل فكرة الحملة في جعل الشركات تكشف عن انبعاثات غازات الاحتباس الحراري وخططها لإدارة هذه الانبعاثات وأيضًا إعطاء المساهمين تصويتًا استشاريًا على الخطط ونتائجها. نُفّذت المبادرة لأول مرة من قبل منظمات إنير ويونيليفر وجلينكور والسكك الحديدية الوطنية الكندية ولكنها فازت بالعديد من النقاد في نفس الوقت.

## الاستثمار
في نوفمبر 2022، كتب كريس هون نيابة عن TCI رسالة مفتوحة إلى ساندر بيتشاي الرئيس التنفيذي لشركة ألفابت وجوجل. في الرسالة، ذكر هون أن عدد موظفي جوجل كان مرتفعًا جدًا ويجب تقليله. وذكر أيضًا أنه يجب بذل المزيد من الجهود لتقليل الخسائر في وحدتها ذاتية القيادة وايمو. في 20 يناير 2023 أُنهيت 12000 وظيفة من ألفابت أي ما يعادل 6٪ من قوتها العاملة. في نفس اليوم، أصدر "هون" رسالة أخرى إلى بيتشاي تفيد بضرورة خفض الوظائف بنسبة 20٪. تنص الرسالة أيضًا على أن الإدارة يجب أن تعالج التعويض المفرط للموظفين.

## التبرعات والمساعدات
ذكرت صحيفة ديلي تلغراف عام 2019 أن "كريس هون" قد تبرع بمبلغ 50000 جنيه إسترليني لمجموعة الناشطين البيئيين المسماة "تمرد ضد الانقراض" (بالإنجليزية: Extinction Rebellion)‏، بالإضافة إلى 150.000 جنيه إسترليني تبرعت بها مؤسسة صندوق استثمار الأطفال. لم تُنفق أي من أموال المؤسسة الخيرية على العصيان المدني، كما زُعم. اعتبارًا من يناير 2022، كان "كريس هون" أكبر متبرع فردي لمنظمة "تمرد ضد الانقراض". في أبريل 2020، تبرع بمبلغ 2.4 مليون جنيه إسترليني لشراء حوالي 100 جهاز سامبا 2 لاختبار كوفيد 19.

## التكريم
مُنح لقب الفارس ووسام القديس ميخائيل والقديس جرجس (KCMG) في حفل تكريم عيد الميلاد لعام 2014 لخدمات العمل الخيري والتنمية الدولية.

## الحياة الشخصية
تزوج من جيمي كوبر، وهو طالب دراسات عليا من جامعة هارفارد من شيكاغو، كان قد التقى به في حفلة أثناء دراسته. عند الزواج، أخذوا ألقاب بعضهم البعض ليصبحوا Cooper-"كريس هون"، على الرغم من أنه لا يزال معروفًا على نطاق واسع باسم "كريس هون". رزق الزوجان بأربعة أطفال، من بينهم ثلاثة توائم.
في عام 2013، أفيد أن هون بدأ إجراءات الطلاق مع زوجته. في نوفمبر 2014، كان من المقرر أن يدفع لزوجته السابقة المولودة في أمريكا 500 مليون دولار، فيما كان يُعتقد أنه أكبر تسوية طلاق منحتها محكمة إنجليزية. في ديسمبر 2014، أُمر بدفع 337 مليون جنيه إسترليني لزوجته السابقة.
هو متزوج من كايلي هون (ني ريتشاردسون)، الحاصلة على درجة الدكتوراه من جامعة هارفارد ودرّست في جامعة هارفارد وجامعة كامبريدج. وهي الرئيس التنفيذي لشركة "لايتإن: (بالإنجليزية: LightEn)‏، وهي منظمة شاركوا في تأسيسها.